# وولکا پروشوسکا
وولکا پروشوسکا (به لاتین: Wólka Proszewska) یک روستا در لهستان است که در گمینا موکوبوده واقع شده‌است.